# Александровка (Сапожковский район)
Александровка — упразднённая деревня в Сапожковском районе Рязанской области России. На момент упразднения входила в состав Канинского сельского поселения. Упразднена в 2003 году.

## География
Урочище находится в южной части Рязанской области, в лесостепной зоне, на берегах реки Стержовки, на расстоянии примерно 10 километров (по прямой) к западу-юго-западу от рабочего посёлка Сапожок, административного центра района. Абсолютная высота — 139 метров над уровнем моря.

### Климат
Климат характеризуется как умеренно континентальный, с тёплым летом и умеренно холодной снежной зимой. Среднегодовая температура воздуха — 4,3 °C. Средняя температура воздуха самого холодного месяца (января) — −11,4 °C; самого тёплого месяца (июля) — 19 °C. Вегетационный период длится около 180 дней. Среднегодовое количество осадков — 551 мм, из которых 365 мм выпадает в период с апреля по октябрь.

## История
В «Списке населённых мест Российской империи», изданном в 1862 году, населённый пункт упомянут как владельческая деревня Сапожковского уезда (2-го стана), при безымянной речке, расположенная в 14 верстах от уездного города Сапожок. В Александровке насчитывалось 11 дворов и проживало 100 человек (51 мужчина и 49 женщин).
Согласно результатам переписи 2002 года постоянное население деревне отсутствовало.